# Lycosa bedeli
Lycosa bedeli är en spindelart som beskrevs av Simon 1876. Lycosa bedeli ingår i släktet Lycosa och familjen vargspindlar. Inga underarter finns listade i Catalogue of Life.